# 茎花算盘子
茎花算盘子（学名：Glochidion ramiflorum）为大戟科算盘子属下的一个种。

## 扩展阅读
- 維基物種上的相關：茎花算盘子